# Hamilton Academical Football Club
L'Hamilton Academical Football Club, noto anche come Hamilton Accies o semplicemente Hamilton, è una società calcistica scozzese con sede nella città di Hamilton, nel Lanarkshire, militante in Scottish Championship, secondo livello del calcio scozzese.

## Storia
L'Hamilton Academical fu fondato alla fine del 1874 dal rettore e dagli alunni della Hamilton Academy, una scuola locale. Divenne da subito membro della Scottish Football Association, iniziando a gareggiare in Scottish Cup e in Lanarkshire Cup (competizione regionale). L'esordio nei campionati nazionali avvenne nel novembre del 1897, quando subentrò nel corso della Scottish Division Two al ritirato Renton.
Nel 1906 fu promosso per la prima volta in Division One: nel corso degli anni riuscì a mantenere la massima serie, piazzandosi prevalentemente nella seconda metà di classifica. Nel 1911 arrivò in finale di Scottish Cup, ma venne sconfitto dal Celtic (0-0 e poi 2-0 nella ripetizione). Successivamente non colse altri risultati di rilievo fino alla stagione 1934-35, quando arrivò quarto in campionato e di nuovo in finale di Coppa di Scozia, che però perse contro i Rangers (2-1). Rimase comunque l'annata migliore per la squadra.
Alla ripresa dei campionati nel secondo dopoguerra (1946), l'Hamilton arrivò ultimo e retrocesse dopo 34 stagioni di militanza nella massima serie. Riconquistò la Division One nel 1953, ma l'anno seguente discese nuovamente in Division Two. Fece un'unica ricomparsa in Division One nella 1965-66, per il resto rimase in seconda serie per quasi trent'anni, in cui dovette affrontare, a partire dagli anni '70, anche problemi finanziari. Dopo una graduale ripresa, l'Hamilton vinse la Scottish First Division (l'ex Division Two) nel 1986 e conseguì la promozione in Premier Division, ma anche in questo caso non riuscì a evitare l'immediata retrocessione; stessa situazione si ripeté due anni dopo.
Di nuovo in crisi finanziaria, nel 1994 il club vendette lo stadio Douglas Park al supermercato Sainsbury's e spostò la sua sede di gioco dapprima al Firhill Stadium di Glasgow, poi al Cliftonhill Stadium di Coatbridge e ancora al Firhill Stadium; nel 2001 tornò finalmente a Hamilton, al New Douglas Park. Durante questi anni si registrò una retrocessione in Second Division, poi un biennio in First Division a cui seguì una seconda retrocessione in Second Division, dove l'Hamilton fu penalizzato di 15 punti e, classificatosi ultimo, relegato in Third Division, il punto più basso di tutta la sua storia.
Riconquistata nel 2001 la Second Division, lentamente l'Hamilton iniziò a risalire: nel 2004 tornò in First Division e dopo altre quattro stagioni si classificò primo e ottenne la promozione in Scottish Premier League, riprendendosi un posto in massima serie a venti anni dall'ultima partecipazione. Qui disputò tre stagioni, lanciando giovani di buone prospettive come James McCarthy e James McArthur, finché nel campionato 2011-12 arrivò ultimo e retrocesse.
Trascorsi altri due anni, in Championship 2013-14 gli Accies conquistarono la seconda posizione all'ultima giornata, dopo una memorabile vittoria 10-2 in casa contro il Greenock Morton. Ai play-off eliminarono il Falkirk, poi affrontarono l'Hibernian per un posto nella Premiership: sconfitti all'andata 0-2, riequilibrarono la situazione nella partita di ritorno e costrinsero gli avversari ai tempi supplementari e poi ai calci di rigore, dove l'Hamilton risultò vincitore.
La stagione del ritorno in massima serie si chiuse al settimo posto, dopo che la squadra riuscì a mantenere la prima parte di classifica fino a gennaio, quando l'allenatore Alex Neil fu chiamato per assumere la guida del Norwich, e sostituito da Martin Canning. Negli anni successivi l'Hamilton è scivolato in posizioni più rischiose: 10° nel 2015-16, 11° nel 2016-2017 e vincente allo spareggio contro il Dundee United, di nuovo 10° nel 2017-2018 e nel 2018-2019. In Premiership 2019-2020, interrotta per la pandemia di COVID-19, si classifica all'11º posto che è sufficiente per mantenere la massima serie, essendo annullata la disputa dello spareggio. Nel campionato successivo invece non evita la retrocessione diretta, giunta con un ultimo posto mantenuto per gran parte della stagione.
Sceso in Championship, dopo un sesto posto nel campionato 2021-22, l'anno successivo arriva nono e si scontra allo spareggio contro gli Airdrieonians, che si impongono ai rigori decretando la retrocessione dell'Hamilton in League One, dalla quale risale in una stagione classificandosi secondo e prevalendo poi ai play-off contro l'Inverness.

## Colori e simboli
I colori sociali dell'Hamilton sono il bianco e il rosso. La divisa tradizionale è composta da una maglia bianca a strisce orizzontali rosse (un disegno simile al Celtic) e da calzoncini e calzettoni bianchi con rifiniture rosse.

## Stadio
Dal 2001 l'Hamilton Academical disputa le proprie partite casalinghe al New Douglas Park, impianto da 6.018 posti a sedere. Il nome è un chiaro riferimento allo storico stadio che fu la precedente sede del club dal 1888 al 1994.

## Allenatori
- 1914-22  Alex Raisbeck
- 1922-23  David Buchanon
- 1923-25  Scott Duncan
- 1925-46  Willie McAndrew
- 1946-51  Jimmy McStay
- 1951-53  Andrew Wylie
- 1953-56  Jacky Cox
- 1956-58  John Lowe
- 1959-68  Andy Paton
- 1968-69  John Crines
- 1969  Billy Lamont
- 1969-70  Thomas Ewing
- 1970-71  Bobby Shearer
- 1971-72  Ronnie Simpson
- 1972  Billy Lamont
- 1972-78  Eric Smith
- 1978-82  Davie McParland
- 1982-83  John Blackley
- 1983-84  Bertie Auld
- 1984-88  John Lambie
- 1988-89  Jim Dempsey
- 1989  George Miller
- 1990-92  Billy McLaren
- 1992-96  Iain Munro
- 1996-98  Sandy Clark
- 1998-99  Colin Miller
- 1999-02  Ally Dawson
- 2002-03  Chris Hillcoat
- 2003-05  Allan Maitland
- 2005-13  Billy Reid
- 2013-15  Alex Neil
- 2015-19  Martin Canning
- 2019-21  Brian Rice
- 2021-22  Stuart Taylor
- 2022-  John Rankin

## Palmarès

### Competizioni nazionali
- Scottish Championship: 4

1903-1904, 1985-1986, 1987-1988, 2007-2008
- Scottish Third Division: 1

2000-2001
- Scottish Challenge Cup: 3

1991-1992, 1992-1993, 2022-2023

### Altri piazzamenti
- Scottish Championship:

Secondo posto: 1952-1953, 1964-1965, 2013-2014
Terzo posto: 2005-2006
- Scottish League One:

Secondo posto: 2023-2024
- Coppa di Scozia:

Finalista: 1910-1911, 1934-1935
Semifinalista: 1924-1925, 1929-1930, 1931-1932
- Coppa di Lega scozzese:

Semifinalista: 1948-1949, 1960-1961, 1979-1980
- Scottish Challenge Cup:

Finalista: 2005-2006, 2011-2012
Semifinalista: 1997-1998

## Statistiche

### Partecipazione ai campionati
| Livello | Categoria                 | Partecipazioni | Debutto   | Ultima stagione | Totale |
| ------- | ------------------------- | -------------- | --------- | --------------- | ------ |
| 1°      | Scottish Football League  | 6              | 1915-1916 | 1920-1921       | 48     |
| 1°      | Scottish Division One     | 29             | 1906-1907 | 1965-1966       | 48     |
| 1°      | Scottish Division A       | 1              | 1946-1947 | 1946-1947       | 48     |
| 1°      | Scottish Premier Division | 2              | 1986-1987 | 1988-1989       | 48     |
| 1°      | Scottish Premier League   | 3              | 2008-2009 | 2010-2011       | 48     |
| 1°      | Scottish Premiership      | 7              | 2014-2015 | 2020-2021       | 48     |
| 2°      | Scottish Division Two     | 31             | 1897-1898 | 1974-1975       | 66     |
| 2°      | Scottish Division B       | 4              | 1947-1948 | 1950-1951       | 66     |
| 2°      | Scottish First Division   | 27             | 1975-1976 | 2012-2013       | 66     |
| 2°      | Scottish Championship     | 4              | 2013-2014 | 2024-2025       | 66     |
| 3°      | Scottish Second Division  | 5              | 1996-1997 | 2003-2004       | 6      |
| 3°      | Scottish League One       | 1              | 2023-2024 | 2023-2024       | 6      |
| 4°      | Scottish Third Division   | 1              | 2000-2001 | 2000-2001       | 1      |

## Organico

### Rosa 2023-2024
Aggiornata al 21 marzo 2024.
| N. |                     | Ruolo | Calciatore        |
| -- | ------------------- | ----- | ----------------- |
| 1  | Scozia (bandiera)   | P     | Ryan Fulton       |
| 3  | Scozia (bandiera)   | D     | Jackson Longridge |
| 4  | Scozia (bandiera)   | D     | Lee Kilday        |
| 5  | Scozia (bandiera)   | D     | Jamie Hamilton    |
| 6  | Scozia (bandiera)   | D     | Jamie Barjonas    |
| 7  | Scozia (bandiera)   | C     | Euan Henderson    |
| 8  | Scozia (bandiera)   | C     | Scott Martin      |
| 9  | Scozia (bandiera)   | A     | Kevin O'Hara      |
| 10 | Giamaica (bandiera) | C     | Ahkeem Rose       |
| 11 | Scozia (bandiera)   | C     | Steven Bradley    |
| 12 | Scozia (bandiera)   | C     | Jake Hastie       |
| 14 | Scozia (bandiera)   | C     | Marley Redfern    |
| 15 | Scozia (bandiera)   | C     | Connor Murray     |
| 16 | Scozia (bandiera)   | D     | Kyle MacDonald    |

| N. |                             | Ruolo | Calciatore      |
| -- | --------------------------- | ----- | --------------- |
| 18 | Australia (bandiera)        | D     | Dylan McGowan   |
| 19 | Scozia (bandiera)           | A     | Oli Shaw        |
| 21 | Scozia (bandiera)           | C     | Jake Davidson   |
| 22 | Scozia (bandiera)           | D     | Reghan Tumilty  |
| 24 | Scozia (bandiera)           | D     | Mikey Hewitt    |
| 25 | Scozia (bandiera)           | C     | Fergus Owens    |
| 27 | Scozia (bandiera)           | A     | Liam Morgan     |
| 28 | Scozia (bandiera)           | C     | Ben Williamson  |
| 29 | Irlanda del Nord (bandiera) | A     | Makenzie Kirk   |
| 30 | Inghilterra (bandiera)      | P     | Dean Lyness     |
| 31 | Scozia (bandiera)           | P     | Jamie Smith     |
| 33 | Scozia (bandiera)           | D     | Stephen Hendrie |
| 51 | Scozia (bandiera)           | P     | Josh Lane       |
|    | Scozia (bandiera)           | A     | Connor Smith    |

## Tifoseria

### Rivalità
La rivalità più sentita è col Motherwell, con cui l'Hamilton Academical disputa il Derby del Lanarkshire, dal nome della contea a cui appartengono le due città.